# Сутчевское сельское поселение
Сутчевское се́льское поселе́ние, (чув. Кукашни ял тӑрӑхӗ)— упразднённое муниципальное образование в Мариинско-Посадском районе Чувашии Российской Федерации.
Административным центром являлась — деревня Сутчево.

## История
Статус и границы сельского поселения установлены Законом Чувашской Республики от 24 ноября 2004 года № 37 «Об установлении границ муниципальных образований Чувашской Республики и наделении их статусом городского, сельского поселения, муниципального района и городского округа» Упразднено законом от 29 марта 2022 года в рамках преобразования муниципального района со всеми входившими в его состав поселениями путём их объединения в муниципальный округ[3].

## Население
| 2010  | 2012  | 2013  | 2014  | 2015  | 2016  | 2017  |
| ----- | ----- | ----- | ----- | ----- | ----- | ----- |
| 1128  | ↘1121 | ↗1140 | ↗1154 | ↘1110 | ↘1094 | ↘1071 |
| 2018  | 2019  | 2020  | 2021  |       |       |       |
| ↘1032 | ↘1005 | ↘987  | ↘968  |       |       |       |

## Состав сельского поселения
| № | Населённый пункт   | Тип населённого пункта          | Население |
| - | ------------------ | ------------------------------- | --------- |
| 1 | Большое Маклашкино | деревня                         | ↗179      |
| 2 | Малое Маклашкино   | деревня                         | ↗147      |
| 3 | Сутчево            | деревня, административный центр | ↗515      |
| 4 | Юрьевка            | деревня                         | ↗32       |
| 5 | Ящерино            | деревня                         | ↗369      |

## Герб и флаг
В зелёном поле узкий золотой крест с пнистыми концами, поверх всего в середине — серебряная львиная голова прямо, расположенная таким образом, что верхний и боковые концы креста находятся под нею, а нижний выходит у неё из пасти. В вольной части — законодательно установленная символика Чувашской Республики.